# 科雷兹河畔莱桑格勒
科雷茲河畔莱桑格勒（法語：Les Angles-sur-Corrèze，法語發音：[le.z‿ɑ̃ɡl syʁ kɔʁɛz]）是法国科雷兹省的一个市镇，位于该省中部，属于蒂勒区。

## 地名
“莱桑格勒”在法语中意为“角”，此地名得名于村庄的形状。

## 地理
科雷兹河畔莱桑格勒（45°18'26"N, 1°47'48"E）面积4.73 平方千米，位于法国新阿基坦大区科雷兹省，该省份为法国中南部省份，北起上维埃纳省和克勒兹省，西接多爾多涅省，南至洛特省，东临多姆山省和康塔爾省。
与科雷兹河畔莱桑格勒接壤的市镇（或旧市镇、城区）包括：巴尔、日梅勒莱卡斯卡德、纳沃。
科雷兹河畔莱桑格勒的时区为UTC+01:00、UTC+02:00（夏令时）。

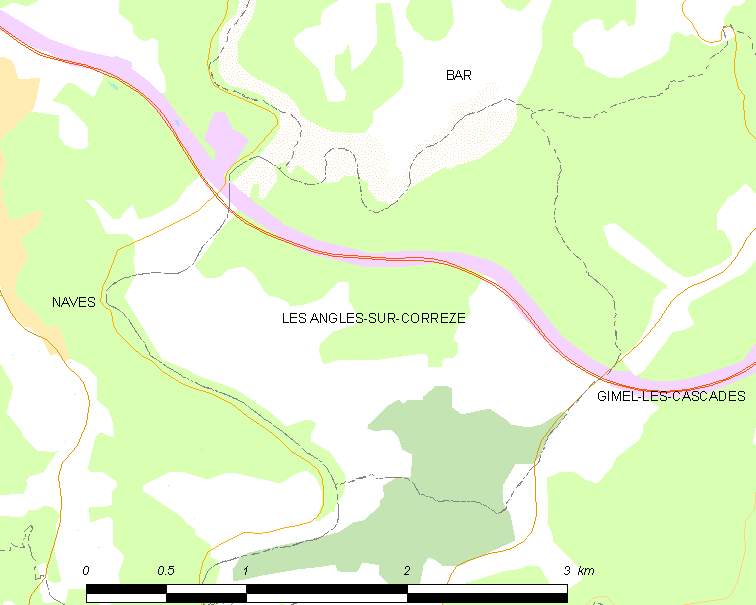
科雷兹河畔莱桑格勒的OSM定位图

## 行政
科雷兹河畔莱桑格勒的邮政编码为19000，INSEE市镇编码为19009。

## 政治
科雷兹河畔莱桑格勒所属的省级选区为纳沃县。

## 人口

1962-2008年间科雷兹河畔莱桑格勒人口变化图示

科雷兹河畔莱桑格勒于2022年1月1日时的人口数量为126人。